# Neachrostia
Neachrostia is een geslacht van vlinders van de familie spinneruilen (Erebidae), uit de onderfamilie Calpinae.

## Soorten
- N. brunneiplaga Swinhoe, 1905
- N. diapera Hampson, 1926
- N. hypomelas Hampson, 1895
- N. inconstans Moore, 1888
- N. nigripunctalis Wileman, 1911
- N. undulata Hampson, 1893